# Umberto Laffi
Umberto Laffi (Belluno, 25 de agosto de 1939) es un historiador italiano. 
Profesor emérito de la Università di Pisa donde ha enseñado entre otras cosas Historia de Grecia, Historia de Roma y Epigrafía latina, es socio de la Accademia Nazionale dei Lincei.

## Biografía
Nació en Belluno, donde el padre, oficial de carrera del cuerpo veterinario, prestaba servicio en una división de tropas alpinas.Estudió en Bolonia y en Palermo, donde se graduó del liceo clásico en 1958 en el Instituto Meli. Se mudó a Pisa como alumno de la Scuola Normale Superiore, se graduó en Literatura Clásica en la Universidad de Pisa en 1962. Continuó sus estudios teniendo como maestro al historiador del mundo antiguo Emilio Gabba, de quien fue alumno, ayudante y luego colega. y con quien siempre mantuvo una estrecha amistad.  
En 1971 fue elegido para la cátedra de Historia Romana en la Universidad de Pisa. Enseñó primero como profesor ordinario de Historia Romana, luego del 1974 al 1996 como profesor ordinario de Historia Griega, luego de nuevo como profesor ordinario de Historia Romana hasta 2010. También enseñó Epigrafia Latina, Epigrafia y Antigüedad Romana, Antigüedad Griega y Romana, Epigrafia Jurídica. Fue director del instituto de Historia antigua por una década (1972-1982), luego ocupó varios mandatos como director del Departamento de Ciencias Históricas del Mundo Antiguo (1982-1983, 1987-1990, 1994-1999). Fue coordinador del doctorado en las oficinas del consorcio (Pisa, Pavía, Perugia) en Historia (Historia Antigua) de 1994 a 2000 y presidente del curso de doctorado en Historia en la Universidad de Pisa de 2001 a 2005. Fue coordinador nacional de varios proyectos PRIN. Fue galardonado con la Ordine del Cherubino dell'Ateneo Pisano, un honor que le fue conferido en 1983 (ver nota 2).
Ha adquirido diversas experiencias de estudio y enseñanza en el extranjero: miembro del Instituto de Estudios Avanzados de Princeton, N.J. (Estados Unidos) durante los años académicos 1975-1976 y 1983-1984; Académico visitante en la Northwestern University, Evanston, IL (EE. UU.) En 2001; John Evans Distinguished Visiting Professor of Latin en la misma universidad en 2003; Profesor visitante en la Pontificia Universidad Católica de Valparaíso, Chile en 2010, de la cual es Doctor Scientiae et Honoris Causa desde 2015. Ha impartido conferencias y seminarios en varias universidades europeas, norteamericanas, sudamericanas y japonesas. Además de la Accademia Nazionale dei Lincei, es miembro de las siguientes academias: miembro correspondiente del Deutsches Archäologisches Institut; miembro correspondiente del Instituto Lombard; miembro correspondiente del Instituto Veneto; miembro correspondiente de la Diputación de Storia Patria per le Venezie (ver nota 3). Rotario desde 1975, fue presidente de la R.C. Pisa (1980-1981), gobernador de distrito 207 (1984-1985), R.I. Board Director (1989-1991), y también sirvió en numerosas comisiones internacionales del Rotary Foundation y como miembro y presidente de la Rotary Foundation  (1986-2010). Es autor de varios escritos sobre la historia del Rotary. Es miembro del Club Internacional de los Grandes Viajeros y ha viajado más de 60 países.
Las coordenadas científicas que guían la investigación de Umberto Laffi están representadas por los binomios filología-historia, historia-ley. Su área de interés central es el estudio de los problemas de la organización político-administrativa del estado romano (Italia romana, Gallia Cisalpina, provincias alpinas; ha dedicado estudios en profundidad a las leyes públicas romanas, las leyes romanas sagradas, los estatutos municipales). Desde el comienzo de su carrera académica, otra de las líneas fundamentales de sus intereses científicos ha sido el estudio de documentos epigráficos, en griego y latín, de Asia Menor, que son examinados por él bajo el aspecto de historia política y jurídica, administrativa, cultural. De su convicción de la conexión estrecha e indisoluble entre la historia romana y el derecho romano surgen varias investigaciones dedicadas a problemas jurídicos: condición jurídica de las tierras, derecho penal y juicio, léxico griego del juicio civil y penal romano, tratados interestatales. También se ocupó de la historia política, estudiando temas relacionados con la lucha política y la historiografía en Roma en el siglo I a. C. La historia de la Grecia clásica y la era helenística también tiene un lugar en su interés.

## Obras principales
- Adtributio e contributio. Problemi del sistema politico-amministrativo dello stato romano. Pisa: Nistri.Lischi. 1966.
- M. Pasquinucci (ed.). Storia di Ascoli Piceno nell'età antica (= Asculum I). Pisa: Nistri.Lischi. Texto «1975» ignorado (ayuda)
- Ricerche antiquarie e falsificazioni ad Ascoli Piceno nel secondo Ottocento (= Asculum II.2). Pisa: Nistri-Lischi. 1982.
- E. Gabba, ed. (2000). Sociedad y política en la Roma republicana (siglos III-I a.C.). Pisa: Pacini Editore.
- Studi di storia romana e di diritto. Roma: Edizioni di Storia e Letteratura. 2001.
- Kodai Roma to Italia/Roma antica e l'Italia (raccolta di saggi tradotti in giapponese. Pisa: ETA. 2003.
- Colonie e municipi nello stato romano. Roma: Edizioni di Storia e Letteratura. 2007.
- Emilio Gabba, ed. (2009). Conversazione sulla storia. Pisa-Cagliari: Della Porta editori.
- Il trattato fra Sardi ed Efeso degli anni 90 a.C. Fabrizio Serra Editore. 2010.
- In greco per i Greci. Ricerche sul lessico greco del processo civile e criminale romano nelle attestazioni di fonti documentarie romane. Roma: IUSS Press. 2013.